# Калантаївка
Каланта́ївка (у минулому — Колонтаївка, Донцова, Донцовка) — село в Україні, у Роздільнянській міській громаді Роздільнянського району Одеської області. Адміністративний центр однойменного старостинського округу. Населення становить 489 осіб. Відстань до районного центру та центру громади шосейним шляхом — 26 км, залізницею — 22 км.
Повз Калантаївку проходить автошлях обласного значення О160506 (ст. Вигода - Роздільна).

## Історія
У 1856 році в поселенні Донцовка (Калантаївка) статського радника Дубецького було 30 дворів.
У 1887 році в присілку Колонтаївка (Донцове) Більчанської волості Одеського повіту Херсонської губернії мешкало 47 чоловік та 43 жінки.
В 1896 році в присілку та на станції Калантаївка (Донцова) Більчанської волості Одеського повіту Херсонської губернії, було 62 двори, у яких мешкало 379 людей (193 чоловіка і 186 жінок).
На 1916 рік в присілку Колонтаївка Куртівської волості Одеського повіту Херсонської губернії, мешкало 360 чоловік (162 чоловіка і 198 жінок).
Станом на 1 вересня 1946 року село входило до складу Ново-Дмитрівської сільської ради.
На 1 травня 1973 року в Калантаївці знаходився господарський центр колгоспу імені Кірова.
З 18 жовтня 2019 року село стало центром Калантаївської сільської ради.
У рамках декомунізації у селі була перейменована вулиця Леніна, нова назва – Центральна.
У результаті адміністративно-територіальної реформи село ввійшло до складу Роздільнянської міської територіальної громади та після місцевих виборів у жовтні 2020 року було підпорядковане Роздільнянській міській раді. До того село входило до складу ліквідованої Калантаївської сільради і було її центром.

## Населення
Згідно з переписом УРСР 1989 року чисельність наявного населення села становила 482 особи, з яких 215 чоловіків та 267 жінок.
За переписом населення України 2001 року в селі мешкало 497 осіб.
2015 — 726
2016 — 720
2017 — 724
2018 — 708

### Мова
Розподіл населення за рідною мовою за даними перепису 2001 року:
| Мова       | Відсоток |
| ---------- | -------- |
| українська | 89,54 %  |
| російська  | 7,65 %   |
| молдовська | 2,41 %   |
| болгарська | 0,40 %   |

## Відомі люди
- Янчук Борис Васильович — український письменник, перекладач.